# Formignana
Formignana (Furmiana in dialetto ferrarese) è una località di 2 680 abitanti del comune di Tresignana nella provincia di Ferrara, in Emilia-Romagna. Fino al 31 dicembre 2018 è stato comune autonomo, prima di fondersi, dal giorno successivo, con il comune di Tresigallo per dare vita al nuovo comune di Tresignana. Il comune di Formignana faceva parte dell'Unione Terre e Fiumi e confinava con i comuni di Copparo, Ferrara, Jolanda di Savoia e Tresigallo.

## Storia

Posizione dell'ex comune di Formignana nella provincia di Ferrara

Si hanno notizie certe dell'esistenza di Formignana già da un documento di papa Adriano II dell'870 con il quale riconosceva ai fratelli Firmignanus i possedimenti terrieri della Corte Forminiana, da cui presumibilmente deriva l'attuale nome del paese. La Corte, i cui confini risultavano essere molto più ampi rispetto a quanto sono oggi, fu spesso oggetto di diatribe fra la chiesa di Ferrara e quella di Ravenna fino al definitivo passaggio al ducato degli Este nel 1251.
Dall'Unità d'Italia sino al 1908 Formignana fece parte del comune di Copparo dal quale si staccò divenendo un comune autonomo assieme alla costituzione dei paesi di Ro, Berra e Jolanda di Savoia. Nel 1961 Tresigallo, fino ad allora frazione di Formignana, divenne un comune autonomo.

Vecchio stemma comunale

### Simboli
Lo stemma comunale era stato concesso assieme al gonfalone con regio decreto del 23 luglio 1937.
(R.D. 23.07.1937)

## Monumenti e luoghi d'interesse

### Architetture religiose
- Chiesa di Santo Stefano Papa e Martire (XII-XIX secolo).

### Architetture civili
- Palazzina municipale.
- Piazza Unità.
- Teatro di Formignana e vecchia stazione radio.

### Altri monumenti
- Monumento ai soldati di Formignana caduti durante la prima e seconda guerra mondiale.

## Società

### Evoluzione demografica
Abitanti censiti

## Amministrazione
Di seguito è presentata una tabella relativa alle amministrazioni che si sono succedute in questo comune.
| Periodo        | Periodo          | Primo cittadino     | Partito                                                        | Carica  | Note  |
| -------------- | ---------------- | ------------------- | -------------------------------------------------------------- | ------- | ----- |
| 27 giugno 1988 | 14 giugno 1993   | Giorgio Dalpasso    | Partito Comunista Italiano, Partito Democratico della Sinistra | Sindaco | [ 8 ] |
| 14 giugno 1993 | 28 aprile 1997   | Isabella Cavicchini | lista civica                                                   | Sindaco | [ 8 ] |
| 28 aprile 1997 | 14 maggio 2001   | Isabella Cavicchini | lista civica                                                   | Sindaco | [ 8 ] |
| 14 maggio 2001 | 30 maggio 2006   | Daniela Montani     | lista civica                                                   | Sindaco | [ 8 ] |
| 30 maggio 2006 | 19 maggio 2010   | Daniela Montani     | lista civica                                                   | Sindaco | [ 8 ] |
| 19 maggio 2010 | 6 giugno 2016    | Marco Ferrari       | lista civica                                                   | Sindaco | [ 8 ] |
| 7 giugno 2016  | 31 dicembre 2018 | Laura Perelli       | lista civica                                                   | Sindaco | [ 8 ] |